# Solar do Marquês do Lavradio
O Solar do Marquês do Lavradio é um edifício do séc. XVIII situado na Zona Central do município do Rio de Janeiro, na Lapa, Rua do Lavradio, nº 84. Em 1967 o histórico edifício foi cedido à la Sociedade Brasileira de Belas Artes (SBBA).

## História
Construído em 1777 em estilo colonial, como residência do Vice-Rei do Brasil ao Marquês do Lavradio, este palácio foi erecto a mando do 3º Vice-Rei do Brasil Colônia, segundo Marquês do Lavradio, durante a transferência da Capital de Salvador para o Rio de Janeiro.
Ao longo dos anos o palácio abrigou o Tribunal da Relação (1808), o Tribunal do Desembargo, (1812), o Senado Federal (1831) e o Tribunal de Justiça (1833). Foi também ocupado por outros órgãos do como o Instituto Felix Pacheco e o Departamento de Ordem Política e Social. Depois de ter sido fechado durante muitos anos, no 1967 o Solar do Marquês do Lavradio foi cedido pelo governo fluminense a la Sociedade Brasileira de Belas Artes.
Em 1985 o palácio foi tombado pelo Instituto Estadual do Patrimônio Cultural.
Renovado entre 2010 e 2014 com um proceso de restauração que envolveu o Instituto Estadual do Patrimônio Cultural, a Universidade Federal Fluminense, a Sociedade Brasileira de Belas Artes e empresas da construção, o Solar do Marquês do Lavradio é um dos marcos da Zona Central do Rio de Janeiro.

## Arquitetura
O Solar do Marquês do Lavradio foi originalmente construído em estilo colonial e após uma reforma em 1894, adquiriu a composição eclética atual. Tem cerca de mil metros quadrados, possui base de pedra e enormes colunas de estilo jônico.
Possui telhado com um grupo de esculturas em ferro fundido. São quatro alegorias realizadas pela Fundição Durenne (Antoine Durenne) na França e instaladas no Solar no século XX. Duas delas representa a Justiça, onde uma traz o cetro e a tábua das leis e a outra porta a espada e a balança. As outras duas alegorias são da Paz, com um caduceu e um ramo de oliveira, e a Astronomia, segurando um globo e um compasso.

## Restauração
O Solar do Marquês do Lavradio possuía uma estrutura interna muito antiga e danificada por cupins, o que obrigou que telhado, pisos e forros fossem refeitos durante o processo de restauração. Os banheiros foram modernizados, assim como parte hidráulica e elétrica foram revisadas. Algumas divisórias internas foram removidas para poder adequar o local para os cursos de arte. Também foram incorporados elevadores para garantir a acessibilidade.
Como o imóvel passou por várias intervenções anteriores, elementos de diferentes épocas foram mantidos, como os ladrilhos hidráulicos de uma reforma feita no início do século XIX, fragmentos de uma antiga pintura realizada em torno dos anos de 1830 e antigos azulejos do começo do século XX.
As obras de restauro iniciaram em 2010 e envolveram um orçamento de quase seis milhões de reais.